# Siaudvärguv
Siaudvärguv (Otus siaoensis) är en akut utrotningshotad fågel i familjen ugglor som enbart förekommer på en liten ö i Indonesien.

## Utseende och läte
Siaudvärguven är en liten (17 cm), skogslevande uggla. Den är typisk för släktet, med relativt stort huvud och stora fötter samt mycket fint bandade vingar och stjärt. Den är mest lik rätt nyligen beskrivna sangihedvärguven, men är tydligt mindre, med längre örontofsar, kraftigare tecknad undersida, avsaknad av en tydlig halskrage och färre band på ving- och stjärtpennor. Det nyligen beskrivna lätet är ett tvåstavigt "ook-grrrrah" som hörs i 0,7 sekunder.

## Utbredning och systematik
Siaudvärguv återfinns på ön Siau norr om Sulawesi. Den betraktas ibland som underart till sulawesidvärguv (O. manadensis).

## Status och hot
Fågeln har inte setts med säkerhet sedan typexemplaret samlades in 1863 och mycket lite ursprunglig skogsmiljö finns kvar i dess utbredningsområde. Sentida lokala obekräftade rapporter förekommer dock, inklusive en videofilm som möjligen visar en siaudvärguv. Andra asiatiska dvärguvar har också visats sig kunna överleva i mycket degraderad skogsmiljö. Detta sammantaget gör att internationella naturvårdsunionen IUCN bedömer att den fortfarande kan vara vid liv och kategoriserar den därför som akut hotad.